# Inés de Zúñiga y Velasco
Inés de Zúñiga y Velasco (Villalpando, 1584 – Loeches, 10 settembre 1647) è stata una nobildonna spagnola.

Stemma Zuniga

Appartenente al casato dei Zuniga, fu quindi, del cui figlio Baltasar Carlos di Spagna fu istitutrice e tutrice. Andò sposa a Gaspar de Guzmán y Pimentel.
Lo scrittore Benito Pérez Galdós la immortalò nella sua opera Doña Perfecta.

## Biografia
Era figlia di Gaspar de Zúñiga, quinto conte di Monterrei, e della di lui consorte Inés de Velasco y Aragón. 
Fu dama di corte della regina consorte Margherita d'Austria, moglie del re Filippo III di Spagna. Donna molto attraente, subì persino la corte del principe Filippo, futuro re di Spagna con il nome di Filippo IV.
Nel settembre del 1607 sposò il cugino conte Gaspar de Guzmán y Pimentel, duca di Sanlúcar la Mayor, detto el conde-duque, di tre anni più giovane di lei, la cui madre, María Pimentel de Fonseca y Zúñiga, era zia di Inés in quanto, sorella di suo padre. La coppia visse i primi anni di matrimonio nel palazzo del marito a Olivares, nella provincia di Siviglia, dove nacque la figlia Maria.  
Nel 1615 il marito fu nominato gentiluomo di camera del re Filippo IV, per cui la famiglia si trasferì a Madrid. Nel 1621 il re conferì al marito il Grandato di Spagna e il titolo di duca e fu poi nominato presidente del Consiglio di Stato. Inés divenne prima dama della regina consorte  Elisabetta di Borbone-Francia, moglie di Filippo IV, e le fu anche affidata la tutela e l'incarico di istitutrice del loro unico figlio maschio Baltasar Carlos, incarico che tenne fino al 1643, quando se ne dimise.
La duchessa Inés creó in casa un ambiente felice, grazie alla sua intelligenza, al suo giudizio e al suo buon senso. Fu un fedele, sacrificato e silenzioso aiuto del marito. Donna austera e devota, che s'impose nel suo matrimonio e fu di appoggio e consiglio al marito, il quale soffriva di attacchi di profonda depressione.
Di ella si diceva che era una "donna virile" a causa del suo forte carattere e del ben organizzato governo della propria casa. Fu molto benevola e provava una particolare soddisfazione nel fare regali. Il matrimonio dei duchi di Olivares servì di esempio e freno alla società madrilena della metà del secolo XVII, nota per la sua libertinaggine La duchessa Inés fece costruire nel parco del Buen Retiro un padiglione per tenervi uccelli locali e stranieri, che divenne una zona di passeggio e ricreazione ben frequentata, attraendovi i re e dando origine così alla costruzione del palazzo del Buon Ritiro.
Morto il marito, nel 1645, Inés si ritirò nel convento di Loeches, ove morì due anni dopo.

## Discendenza
Inés diede al marito Gaspar de Guzmán y Pimentel tre figli :
- Alonzo, morto in giovane età
- María de Guzmán y Zúñiga (1609-1626), andata sposa a Ramiro Felipe Núñez de Guzmán (1600-1668), duca di Medina de las Torres, e morta di parto
- Inès, morta in giovane età